# Linas Linkevičius
Linas Linkevičius (Vilnius, 6 gennaio 1961) è un politico lituano.

## Biografia
Linkevičius ha svolto la funzione di Ministro della difesa dal 1993 al 1996 e dal 2000 al 2004. È stato inoltre Rappresentante Permanente della Lituania alla NATO dal 2005 al 2011. A dicembre 2012 è stato nominato Ministro degli Affari Esteri, ruolo svolto fino a dicembre 2020. Da ministro degli esteri, Linkevičius ha inteso rafforzare il ruolo della Lituania all'interno di organizzazioni internazionali come l'ONU, l'Unione europea e la NATO e ha stabilito importanti relazioni internazionali con leader internazionali come Laurent Fabius, Angela Merkel e Shimon Peres. Linkevičius è stato inoltre sempre un oppositore all'interno di Unione europea e NATO di ogni compromesso con la Russia dopo l'annessione della Crimea del 2013. In un discorso pubblico nel marzo del 2015 rimproverò alcuni colleghi dell'Unione Europea per essere fuori dalla realtà nel cercare di ammorbidire le sanzioni contro la Russia e dichiarò che l'Europa non può credere a una sola parola del governo Russo e che ogni dichiarazione russa non ha alcun valore..